# Dual in-line package

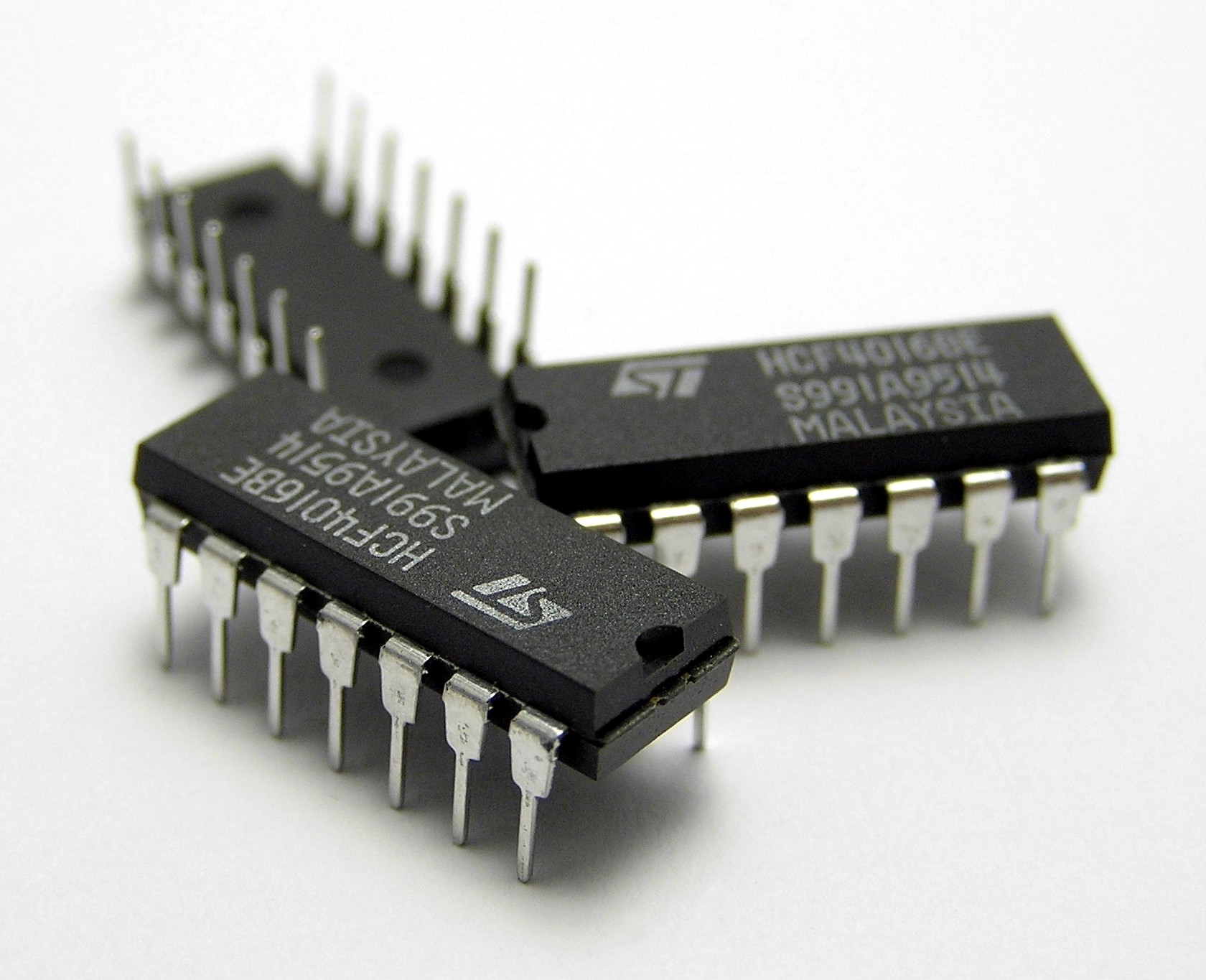
DIP14-kapslar.

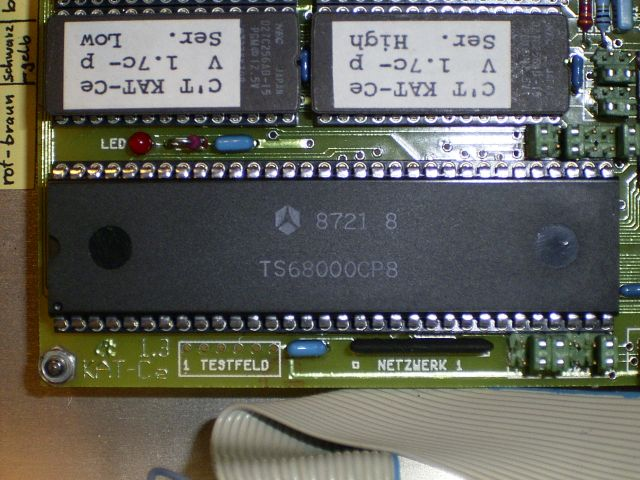
Motorola 68000, en av de största DIP-kapslar som gjorts. Den satt i den första Macintoshdatorn. Ovanför två EPROM i keramikkapsel.

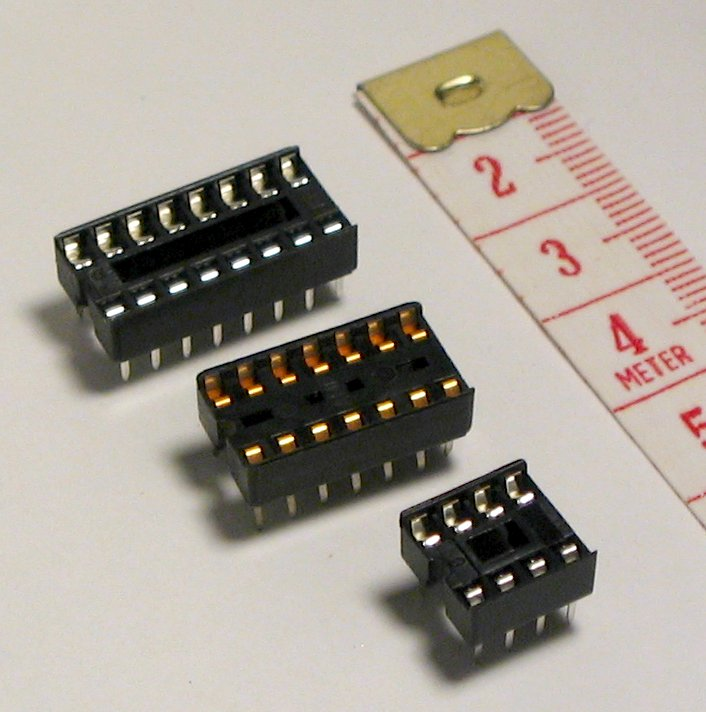
Socklar för 16-, 14-, och 8-stiftskapslar.

Dual in-line package, förkortat DIP eller DIL, är en typ av kapsel för hålmonterade mikrochip.
DIP-kapseln är den mest kända typen av inkapsling, och kallas i folkmun ofta bara för "krets", "ic-krets", eller "chip". Den känns lätt igen på sina två rader av ben, vilket också har fått ge namn åt kapseltypen.

## Mått
En DIP-kapsel mäts främst efter hur många ben den har, vilket anges som DIP-nn eller DIL-nn. Antalet ben är vanligtvis mellan 14 och 24, ibland så litet som 8. De flesta småkretsar av denna typ är 0,3 tum (7,62 mm) breda. Typiska kretsar i denna storleksordning är 74xx-serien av logikbyggstenar och små DRAM-minnen. Programmerbara minnen som EPROM och Flashminnen brukar istället vara 0,6 tum (15,24 mm) breda, och har oftast ett större antal ben, vanligtvis mellan 18 och 28. 
Om antalet ben överstiger detta används vanligtvis andra inkapslingar som PLCC eller SOIC eftersom DIL-kapslarna lätt blir ohanterligt stora. Ett alternativ är dock att sätta benen tätare. Vanliga DIL-kapslar har 2,54 mm mellan benen, men mellanrummet minskas ofta till 1,778 mm, till exempel på äldre minneskretsar till grafikkort och cacheminnen. Standardmåttsystemet för DIP-kapslar bygger på det engelska tum-systemet, men i östblocket normaliserade man måtten så att det mätte exakt 2,5 mm mellan benen.

## Typer
Ibland skiljer man på DIP/DIL-kapslar efter inkapslingsmaterial. Vanliga typer är:
- Ceramic Dual In-line Package (CERDIP) – kapsel i keramik, vilket var vanligt för kretsar med stor värmealstring.
- Plastic Dual In-line Package (PDIP) – kapsel i plast, vilket är den vanligaste typen.
- Shrink Plastic Dual In-line Package (SPDIP) – som PDIP, fast med halva mellanrummet mellan benen.

## Användning
Under 70- och 80-talen var DIP den absolut vanligaste kapseln för mikrochip, men den övergavs av industrin av flera anledningar:
- I takt med att fler ben krävdes för bredare bussar eller mer högintegrerade kretsar började man sätta benen på kretsens alla fyra sidor (PLCC), eller i ett stort rutnät på undersidan Pin Grid Array (PGA). DIP definieras genom att ha ben bara på två sidor.
- För att spara pengar började man tillämpa ytmontering i allt större utsträckning, och gick över till kapslar som PLCC, BGA och SOIC.

Bland hobbyelektronikbyggare är dock DIL-kapseln fortfarande populär, eftersom den är förhållandevis lätt att montera tack vare sin storlek och för att många populära komponenter med lätthet ännu får plats. Programmerbara minnen som EPROM och programmerbar logik som mikrokontrollrar måste dessutom vara lätta att sätta i och ta ut för att kunna programmeras om, även om in circuit-system har blivit allt vanligare på senare år.

## Montering

Benen räknas moturs, märkningen finns antingen vid ben 1 eller som urfräsning på kortsidan mellan ben 1 och sista benet.

Varje DIP-kapsel har en markering i form av ett jack eller en målad prick i någon ända. Genom att jämföra med markering på sockeln eller på kretskortet undviker man att montera den åt fel håll. Dessutom utgår numreringen av benen från markeringen – om kapseln hålls så att markeringen är åt vänster är stift nummer 1 längst vänster ut i nedre raden. Benen räknas moturs från ben 1. Även automatiska monteringsmaskiner använder sig av denna metod.